# الحجة الجمالية

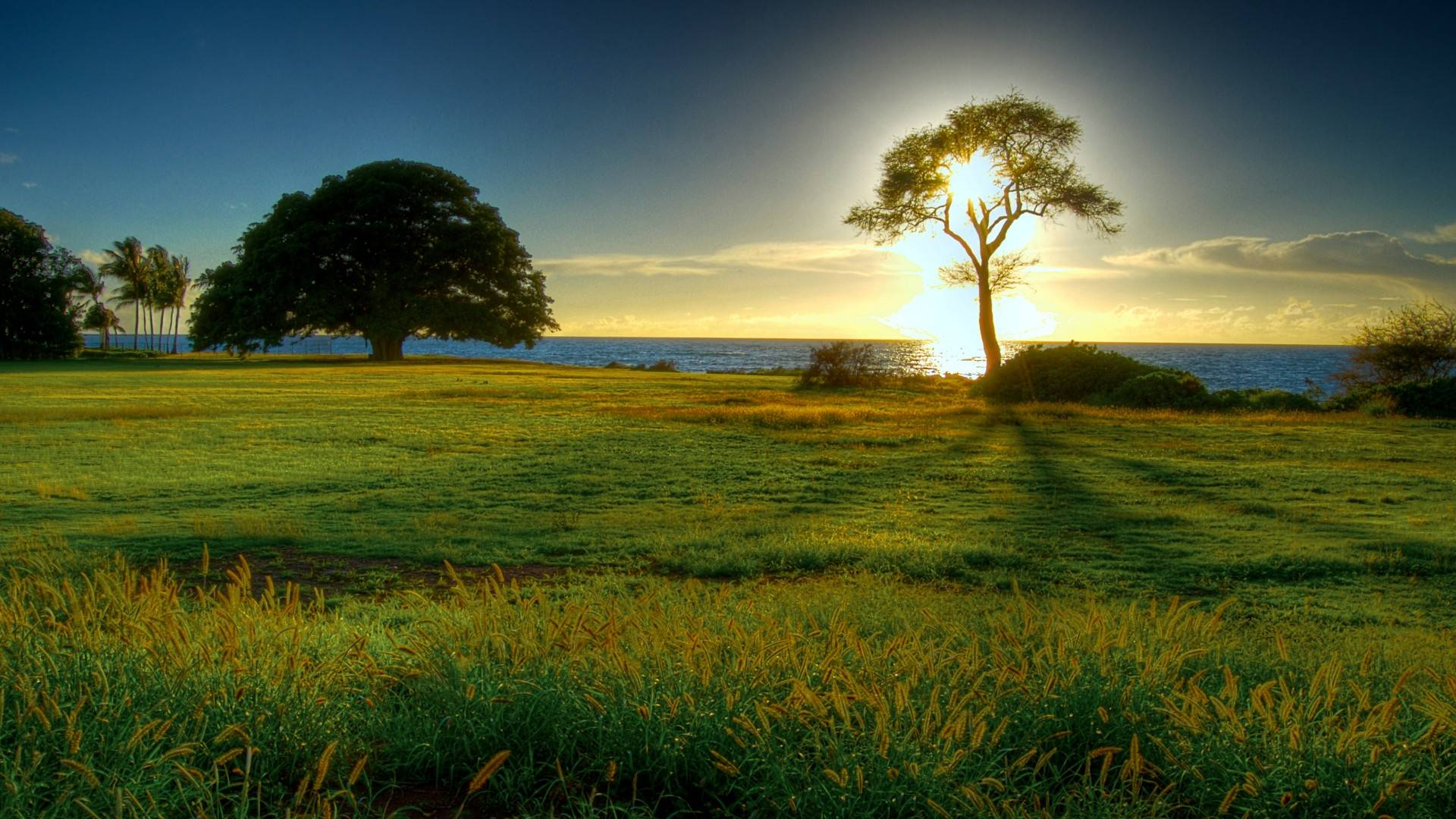

الحجة الجمالية (وتعرف أيضاً باسم حجة الجمال) هي حجة لوجود عالم من الأفكار غير المادية أو - بشكل أكثر شيوعاً - لوجود الله.
جادل أفلاطون بأن هناك مستوى متجاوز من الأفكار المجردة، أو الكليات، أكثر مثالية من الأمثلة في العالم الحقيقي لتلك الأفكار. وربط الفلاسفة لاحقاً هذا المستوى بفكرة الخير والجمال ثم الإله المسيحي.
جادل العديد من الملاحظين أيضاً بأن تجربة الجمال دليل على وجود إله كوني. وعلى حسب الملاحظ، قد يشمل ذلك أشياء جميلة مصطنعة مثل الموسيقى أو الفن، أو الجمال الطبيعي مثل المناظر الطبيعية أو الأجرام الفلكية، أو أناقة الأفكار المجردة مثل قوانين الرياضيات أو الفيزياء.
أشهر المدافعين عن الحجة الجمالية ريتشارد سوينبرن.

## تاريخ الحجة من الكليات الأفلاطونية
الحجة الجمالية لها جانبان. الأول يرتبط بالوجود المستقل لما يسميه الفلاسفة «الكليات» (انظر الكليات (ما وراء الطبيعة) وأيضاً مسألة الكليات). جادل أفلاطون بأن بعض الأمثلة الخاصة، مثل الدائرة، تقصر عن النموذج المثالي لدائرة موجودة خارج عالم الحواس باعتبارها فكرة أبدية. الجمال بالنسبة لأفلاطون نوع مهم بشكل خاص من الكلية. الجمال المثالي موجود فقط في الشكل الأبدي للجمال (انظر نظرية المعرفة الأفلاطونية). بالنسبة لأفلاطون، لا تتضمن حجة وجود فكرة خالدة للجمال ما إذا كانت الآلهة موجودة (لم يكن أفلاطون موحداً) بل ما إذا كان هناك عالم غير مادي مستقل وسامي عن عالم الإحساس الناقص. المفكرين اليونانيين في وقت لاحق مثل أفلوطين (حوالي 204/5 - 270) وسعوا حجة أفلاطون لدعم وجود «الواحد» المتسامي تماماً، الذي لا يحتوي على أجزاء. ومزج أفلوطين هذا «الواحد» مع مفهوم «الخير» ومبدأ «الجمال». اعتمدت المسيحية هذا المفهوم الأفلاطوني الجديد ورأته كحجة قوية على وجود إله أعلى. ففي أوائل القرن الخامس، على سبيل المثال، ناقش أغسطينوس العديد من الأشياء الجميلة في الطبيعة وتسأل «من الذي صنع هذه الأشياء الجميلة المتغيرة، إن لم يكن شخصاً جميلاً وغير قابل للتغير؟»  هذا الجانب الثاني هو ما يعرفه معظم الناس اليوم بحجة الجمال.

## ريتشارد سوينبرن
طرح ريتشارد سوينبرن، فيلسوف الدين البريطاني المعاصر، المعروف بحججه الفلسفية حول وجود الله، في كتابه المبسط (نسبة لكتبه الفلسفية الأخرى) وجود الله نسخة مختلفة من الحجة الجمالية:
| الحجة الجمالية | الله لديه سبب لخلق عالم جميل أساسًا، كما أن لديه سبب أيضًا لترك القليل من جمال أو قبح العالم تحت سيطرة المخلوقات؛ لكنه يبدو أن لديه سببًا غالبًا في عدم تكوين عالم بشع أساسًا يتجاوز قدرات المخلوقات على التحسين؛ لكن يظهر أن لديه سبب غالب بأن لا يخلق عالمًا قبيحًا بأساسه بحيث تعجز المخلوقات عن تحسينه، وبالتالي فإن كان الله موجودًا فلدينا سبب وجيه لنتوقع عالمًا جميلًا بأساسه وليس عالمًا قبيحًا بأساسه. ولكن من البديهي ليس هنالك سبب محدد لنتوقع عالم جميل بأساسه وليس عالم قبيح بأساسه. ونتيجة لذلك، إن كان العالم جميلًا، فستكون هذه الحقيقة دليلًا على وجود الله. لأنه، في هذه الحالة، إذا جعلنا k موجودة "وجود عالم مادي منظم"، وكانت e موجودة "هنالك عالم جميل"، وكانت h موجودة "هناك إله" ستكون عندئذ (P(e/h.k أكبر من (P(e/k ...وقلة من الناس ينكرون بأن كوننا، (مع صرف النظر عن سكانه من الحيوانات والإنسان والجوانب التي تخضع لهما)، يملك ذلك الجمال. لقد أعجب الشعراء والرسامين والناس العاديون على مر القرون بجمال الجريان المنتظم للأجرام السماوية، وتوزع المجرات عبر السماوات (أحيانًا بطريقة عشوائية وأحيانًا بطريقة منظمة) ، وجمال الصخور، والبحر، والرياح التي تتفاعل على الأرض، والفضاء الفسيح المرتفع، وكل السماء الأثيرية الزرقاء، والمياه المتساقطة فوق "الصخور الأبدية القديمة"، ونباتات الغابة ونباتات المناخات المعتدلة، مقابلة للمناطق الخالية من الصحراء والقطب الشمالي. من ينكر في إحساسه غزارة الجمال هنا؟ إذا اقتصرنا فقط على الحجة من جمال العالمين الجامد والنباتي ، فإن هذه الحجة صالحة بالتأكيد. | الحجة الجمالية |

## الفن كطريق إلى الله
يتضمن الاستدعاء الأكثر شيوعاً للحجة الجمالية اليوم التجربة الجمالية التي يحصل عليها الفرد من الأدب أو الموسيقى أو الفن الرفيع. في قاعات الحفلات الموسيقية أو المتحف، يمكن للمرء أن يشعر بسهولة بأنه مبتعد عن الدنيوية. بالنسبة للعديد من الناس، يقترب هذا الشعور بالتسامي من الشعور الديني في شدته. ومن الشائع اعتبار قاعات الحفلات الموسيقية والمتاحف بمثابة كاتدرائيات العصر الحديث لأنها تبدو وكأنها تترجم الجمال إلى معنى وتسامي. [بحاجة لمصدر]
كان دوستويفسكي مؤيداً لطبيعة الجمال المتسامية. وكثيراً ما يُستشهد ببيانه الغامض: «الجمال سينقذ العالم». ألكساندر سولجينتسين في محاضرته لجائزة نوبل تأمل في هذه العبارة:
في كتابه، وهم الإله، يصف ريتشارد دوكينز الحجة هكذا:

## الأساس الفلسفي للعلوم والرياضيات
بالضبط ما هو الدور الذي يجب أن ينسب إلى الجمال في الرياضيات والعلوم موضع خلاف محتدم، انظر فلسفة الرياضيات. حجة الجمال في العلوم والرياضيات هي حجة للواقعية الفلسفية في مقابل المذهب الأسمي. يدور النقاش حول السؤال التالي «هل للأشياء مثل القوانين العلمية والأرقام والمجموعات وجود» حقيقي«مستقل خارج عقول البشر الفردية؟». الحجة معقدة للغاية ولا تزال بعيدة عن التسوية. غالباً ما يتعجب العلماء والفلاسفة من التطابق بين الطبيعة والرياضيات. في عام 1960، كتب عالم الفيزياء والرياضيات الحائز على جائزة نوبل يوجين فينر مقالاً بعنوان «الفعالية غير المعقولة للرياضيات في العلوم الطبيعية». وأشار إلى أن «الفائدة الهائلة للرياضيات في العلوم الطبيعية هي شيء يكتنفه الغموض وأنه لا يوجد تفسير منطقي لذلك». وفي تطبيق الرياضيات لفهم العالم الطبيعي، يستخدم العلماء في الغالب معايير جمالية تبدو بعيدة عن العلم. قال أينشتاين ذات مرة أن «النظريات المادية الوحيدة التي نحن على استعداد لقبولها هي النظريات الجميلة». وفي مقابل ذلك، يمكن أن يكون الجمال في بعض الأحيان مضللاً؛ حيث كتب توماس هكسلي أن «العلم منظم جيداً، حيث تم قتل الكثير من النظريات الجميلة بحقيقة قبيحة.» 
عند تطوير الفرضيات، يستخدم العلماء الجمال والأناقة كمعايير انتقائية قيمة. كلما كانت النظرية أكثر جمالاً، زاد احتمال صحتها. قال الفيزيائي الرياضي هيرمان وايل بمزاح واضح: «لقد حاول عملي دائماً توحيد الحقيقة مع الجمال، وعندما اضطررت إلى اختيار واحدة أو الأخرى، عادة ما اخترت الجميلة». كتب الفيزيائي الكمومي فيرنر هايزنبرغ إلى آينشتاين، «قد تعترض على ذلك من خلال الحديث عن البساطة والجمال، فأنا أعرض معايير جمالية للحقيقة، وأعترف بصراحة أنني أنجذبت بشدة لبساطة المخططات الرياضية وجمالها الذي تقدمه لنا الطبيعة.».

## الانتقادات
الحجة تعني أن الجمال شيء غير مادي بدلاً من أن يكون استجابة عصبية ذاتية للمنبهات. يجادل الفلاسفة منذ إيمانويل كانت على نحو متزايد بأن الجمال صنعة العقول البشرية الفردية. غروب الشمس "الجميل" وفقاً لهذا المنظور محايد جمالياً في حد ذاته. هو فقط رد فعلنا المعرفي الذي يفسر ذلك بأنه "جميل". قد يجادل آخرون بأن هذه الاستجابة المعرفية قد تطورت من خلال التطور النشؤي للدماغ وتعرضه لمحفزات معينة على مر العصور الطويلة. يشير آخرون إلى وجود الشر وأنواع مختلفة من القبح كإبطال للحجة. شكك جوزيف ماكابي، كاتب من المفكرين الأحرار في أوائل القرن العشرين، عن هذه الحجة في كتابه "وجود الله، عندما تساءل عما إذا كان الله قد خلق أيضاً الميكروبات الطفيلية.
لم يجد برتراند راسل أي مشكلة في رؤية الجمال في الرياضيات، لكنه لم يرها حجة صحيحة لوجود الله. في «دراسة الرياضيات»، كتب: «إن الرياضيات، عند النظر إليها عن حق، لا تملك الحقيقة فقط، بل الجمال الأسمى - جمال بارد وقاس، مثل جمال النحت، دون اللجوء إلى أي جزء من طبيعتنا الأضعف، دون زخارف رائعة من الرسم أو الموسيقى، لكنها سامية بشكل رائع، وقادرة على كمال صارم فقط أعظم الفنون يمكن أن تظهره. إن الروح الحقيقية للبهجة، والتمجيد، والشعور بأن الإنسان أكثر من الإنسان، الذي يعد محك التميز الأسمى، يمكن العثور عليه في الرياضيات مثلما هو الحال في الشعر.»  ومع ذلك، فقد كتب أيضاً: «استنتاجي هو أنه لا يوجد سبب يدعو إلى تصديق أي من عقائد اللاهوت التقليدي، وعلاوة على ذلك، لا يوجد أي سبب لنتمنى لو كانت حقيقية. الإنسان، بقدر ما لا يخضع لقوى طبيعية، يتمتع بالحرية في تحديد مصيره. المسؤولية له، وكذلك الفرصة.»  وصرح هنري لويس منكن أن البشر قد خلقوا أشياء ذات جمال أكبر عندما كتب، «أنا أيضاً أتجاوز التناقضات الفظة نسبياً لهذا الخالق في المجال الجمالي، حيث فاقه الإنسان بكثير، على سبيل المثال، بأصوات الأوركسترا ببراعة تصميمها أو تعقيدها أو جمالها».
يلخص ريتشارد دوكينز الحجة على النحو التالي: «كيف يجرؤ إنسان آخر على صنع مثل هذه الموسيقى / الشعر / الفن الجميل عندما لا أستطيع ذلك؟ لابد أن يكون الله هو الذي فعل ذلك».